# Thymochares
Thymochares is een geslacht van rechtvleugeligen uit de familie doornsprinkhanen (Tetrigidae). De wetenschappelijke naam van dit geslacht is voor het eerst geldig gepubliceerd in 1929 door Rehn.

## Soorten
Het geslacht Thymochares omvat de volgende soorten:
- Thymochares bolivari Rehn, 1937
- Thymochares crassipes Rehn, 1937
- Thymochares delphini Günther, 1974
- Thymochares exiguus Günther, 1974
- Thymochares frontanguolus Günther, 1974
- Thymochares galeatus Rehn, 1929
- Thymochares madagascariensis Günther, 1959
- Thymochares manjakatompo Günther, 1974
- Thymochares modestus Günther, 1974
- Thymochares pieraggii Devriese, 1995
- Thymochares rehni Günther, 1959
- Thymochares sambavana Günther, 1974
- Thymochares simplicior Günther, 1974